# 糖鎖RNA
糖鎖RNA（とうさRNA、GlycoRNA）とは、RNAのグアノシンのアミノ残基に糖鎖が結合した分子である。
2019年に発見された。
DNA複製に関与するY RNA等に見られる。